# ふたぽこ☆みっくす
『ふたぽこ☆みっくす』は、日本のアダルトゲームブランド・スワンマニアが2010年6月25日に発売した18禁アドベンチャーゲーム。

## 概要
有限会社アセンドアイの低価格ブランドの一つ・スワンマニアの第20作。スワン系ブランドで双子を題材にした作品は『ら・ぶ・ら・ぶ調教 ふたご姉妹』『ヤンもえ双子姉妹 〜病んで孕んで愛されて…〜』に続いて3作目。
本作も多くのスワンマニア作品と同様、ヒロインの妊娠を主題とする「ボテもえ」路線を全面に押し出した内容となっている。

## ストーリー
ようやく一人前になったばかりの内科医・小森永悟は双子の患者を受け持つことになる。電波系の姉・若槻くるみには一目惚れされ、ツンデレな妹・若槻みるくには何かに付けて喧嘩を売られる。そんなドタバタな入院生活が続く中、永悟は自分の中で若槻姉妹に対する恋愛感情が芽生えていることに気付き、姉と妹のどちらを選ぶかで葛藤の日々を送る。

## 登場人物
小森 永悟（こもり えいご）
主人公。貝塚総合病院に勤務するようやく一人前になったばかりの内科医。新しく入院することになった双子の患者である若槻姉妹に振り回される。
若槻 くるみ（わかつき くるみ）
双子の姉。スリーサイズはB 88 / W 56 / H 83。髪型は妹と異なりポニーテールの為、判別は容易。
「アタシは病気なんです」と言い張り、入院することになったものの挙動不審な所が有り周囲からは「電波系」と見られている。永悟に一目惚れし、常軌を逸したアプローチを積極的に仕掛けて来る。
若槻 みるく（わかつき みるく）
双子の妹。スリーサイズはB 81 / W 54 / H 85。髪型は姉と異なりストレートヘアの為、判別は容易。
姉に男が寄り付くことを快く思っておらず、永悟に対しては常に喧嘩腰で接して来るが次第に愛憎半ばな態度へと変化を見せるツンデレ娘。バストが姉より一回り小さいことに若干のコンプレックスを抱いている。

## スタッフ
- シナリオ - 南条巴
- 音楽 - Arp